# Пекињ
Пекињ или Пећин (алб. Peqin) град је и општина у округу Елбасан, централна Албанија. Налази се на сјеверној обали ријеке Шкумбе.
Кроз Пекињ је из Драча ишао римски пут Виа Егнатиа. По Хану је највероватније ту била њихова станица Clodiana, а по мишњењу Јастребова, Клодијана је гдје је село Бачова - Баштова. Иван Јастребов је о овом мјесту записао да је у његово вријеме град Пекињ имао 30 села. Житељи су дијелом били Цинцари - православци а католика није било, иако је Пуквилу речено како има 12000 католичких кућа. Муслимана је мањи број у том градићу, али су у доба Јастребова били по селима. У граду је крајем 19. вијека било највише 130 кућа саграђених на брдовитом предјелу обраслом дрвећем. Куе су биле разбацане по брдима. У срдишту мјестан је био базар са лијепом џамијом и сахат кулом. Скендербегови животописци, као и Пуквил, у Пекињу виде град Скурија који се помиње у животопису. Јастребов сматра да је Скурија село Скурај.